# دومينيك ستيفنسون
دومينيك ستيفنسون (بالإنجليزية: Dominique Stevenson)‏ هو لاعب كرة قدم أمريكية أمريكي، ولد في 28 ديسمبر 1977 في جافني في الولايات المتحدة.

## وصلات خارجية
- دومينيك ستيفنسون على موقع مرجع كرة القدم المحترفة.كوم (الإنجليزية)